# Седиші
Седиші (рос. Седыши) — селище в Алексєєвському районі Самарської області Російської Федерації.
Населення становить 131 особу. Входить до складу муніципального утворення сільське поселення Авангард.

## Історія
Від 2005 року входило до складу муніципального утворення сільське поселення Авангард.

## Населення
| 1986 | 2002 | 2010 | 2014 | 2015 |
| ---- | ---- | ---- | ---- | ---- |
| 193  | ↘181 | ↘131 | ↗133 | ↘131 |